# 今富村 (熊本県)
今富村（いまとみむら）は、熊本県の南部、天草郡にかつてあった村である。

## 歴史
- 1889年4月1日 - 町村制施行。一村単独村政として発足。
- 1896年1月26日 - 崎津村と合併し富津村となる。